# Carmine Fornari
Carmine Fornari (Bari, 9 maggio 1951) è un regista e sceneggiatore italiano.

## Biografia
Nato a Bari nel 1951, dopo aver frequentato i corsi di regia presso la New York University durante gli anni settanta, ha realizzato 12 video art con artisti concettuali come Jannis Kounellis, Vito Acconci, Vincenzo Agnetti, Charlemagne Palestine, Giuseppe Chiari, Simon Forti.
I video art, prodotti dalla Art/tapes/22 di Firenze e la Sonnabend di Parigi, hanno vinto il premio "Nuove tendenze" al Festival d'Arte di Colonia nel 1973.
Sono stati invitati al Festival d'Automne a Parigi, al Museo des Beaux Arts di Bruxelles. Oggi tutti i videonastri sono di proprietà della Biennale di Venezia.
Fornari ha realizzato la regia in tutto il mondo di servizi filmati, documentari e special (circa 120 titoli) per le tre reti Rai, Rai Educational, Rai International e per rubriche televisive come Mixer, MIxer Reportage d'autore, La storia siamo noi, Crash, Magazzini Einstein, il film lungometraggio Femminielli è stato presentato al Festival del Cinema di Venezia e al Festival du Cinema du Reel al Beauburg Parigi.Tra i mediometraggi ricostruzione di tragedie italiane: Vajont, Stava, Agrigento. Per Rai International Fornari ha realizzato la regia e sceneggiatura di 80 sceneggiati radiofonici per Racconto Italiano. Tra i titoli: Le ali del deserto, Viaggio in Oriente, Viaggio a Rangoon.
Per il cinema ha realizzato la sceneggiatura e la regia di L'Amico Arabo e Hotel Dajti con Piera degli Esposti e Flavio Bucci.
Ha pubblicato per A&B Editore il libro Voci dl profondo e Lettere ad uno studente di cinema per la Nuova Trauben Editore di Torino.
Insegna Linguaggi e tecniche dell'audiovisivo alla Accademia Albertina di Torino

## Filmografia
- Ancona, Gli emigrati della boxe
- Messaggi speciali
- Clausura
- Storia di Gualtiero
- Vito e Il giorno della prima
- Amico arabo (1992)
- Jack Sal
- Haiti, La petite Saint Anice (2000)
- Femminielli - co-regia con Michele Buono e Piero Riccardi.
- Hotel Dajti (2001)

## Riconoscimenti
- Nel 1973 Premio "Nuove Tendenze" al Festival d'arte di Colonia.
- Premio Qualità della Presidenza del Consiglio dei ministri, Dipartimento dello Spettacolo per il film Amico arabo.
- Nel 1994 ha ricevuto la targa d'argento della Rai per la partecipazione del suo film lungometraggio Femminielli al Festival Internazionale di Arte Cinematografica di Venezia.
- Premio speciale della giuria Riccione Teatro TTV 1999 per il film "Vito il giorno della prima".
- Premio del pubblico per il film "Hotel Dajti" al Festival del Cinema di Frontiera di Siracusa (2001)[16].
- Gran Prix du Cinema Inapercu Rabat Marocco[12]